# Поляроїд
Поляроїд — оптичний прилад у вигляді прозорої плівки, яка перетворює неполяризоване світло на лінійно поляризоване; один з типів поляризаторів.

## Властивості
Дія поляроїда ґрунтується на явищі дихроїзму. Здебільшого поляроїди одержують впресовуванням у плівку-матрицю великої кількості дрібних однаково орієнтованих подвійно заломлювальних кристаликів, наприклад кристаликів герапатиту (сірчанокислий йод — хінін). Виготовляють поляроїди й без використання подвійно заломлювальних кристалів, наприклад розтягом полімерних плівок в яких дихроїзм виникає внаслідок однакової орієнтації витягнутих в одному напрямі молекул полімеру. Основна перевага поляроїдів перед поляризаційними призмами — можливість одержання широких пучків поляризованого світла. Вади поляроїда пов'язані з істотною зміною спектрального складу світла, яке проходить крізь такий поляризатор. Поляроїди застосовують переважно як поляризаційні світлофільтри — наприклад, для захисту очей водія від засліплювальної дії фар зустрічних машин.